# Kundakunda
Kundakunda (appelé aussi Padmanandin) est un auteur majeur du jaïnisme. On admet communément qu'il a vécu vers IIe siècle de notre ère, mais certains chercheurs pensent qu'il aurait plutôt été actif dans la deuxième moitié du VIIIe siècle.
On sait peu de choses de sa vie, mais ses écrits mystiques, qui se concentrent sur l'âme et l'expérience religieuse intérieure, ont eu une influence immense sur la pensée jaïne. Il est l'un des maîtres les plus vénérés de la branche digambara,.

## Éléments de biographie
Si d'un côté, on estime qu'il est a vécu aux environs du IIe siècle de notre ère, la recherche actuelle le ferai plutôt remonter à la deuxième moitié du VIIIe siècle, d'une part en raison des idées auxquelles il fait référence, d'autre part que c'est vers cette époque qu'apparaissent son hagiographie ainsi que les citations de son œuvre influente et importante,.
Son nom viendrait de son village, Kundkund, aujourd'hui Andra, en Inde du Sud. Il fut un des maîtres de l'ordre des ascètes de la branche digambara du jaïnisme. Bien qu'il soit plutôt lié à l'ordre digambara, Kundakunda est aussi tenu en estime par la branche shvetambara. Son nom apparaît encore aujourd'hui dans les hymnes récités par les jaïns le matin. Il a influencé le travail des théologiens jaïns bien des siècles après avoir quitté son enveloppe charnelle.

## Œuvre
Grand érudit, il a composé plusieurs livres (tous en prâkrit), parmi lesquels Samayasāra  (« Quintessence du soi ») qui parle de la nature de l'âme pure (atman) et constitue un texte fondateur de la philosophie jaïna digambara; le Niyamasāra (« La Loi parfaite ») qui développe les devoirs religieux. On lui doit aussi le Pañcāstikāya ainsi que le Pravacanasāra (« Essence de la Doctrine »), composé de deux cent soixante-quinze strophes prâkrit.
Il a écrit aussi un guide pour les personnes qui intègre un ordre de mendiants-ascètes. Il a également débattu dans des ouvrages de la Réalité à deux niveaux: le niveau divin et le niveau commun.

#### Traductions
- (en) Salvation Through Self-Discipline [« Niyamsara (णियमसारो) »] (translated wih an introduction by Jagdish Prasad Jain 'Sadhak'), Hyderabad (Inde), Radiant Publishers,‎ 2005, 219 p. (ISBN 978-8-170-27242-7)
- La quintessence du soi [« Samayasâra »] (trad. du prakit et présenté par Jérôme Petit), Paris , Rivages poche, coll. « Petite bibliothèque » (no 983), 2021, 144 p. (ISBN 978-2-743-65328-6)
- (en) Samayasâra: Original Texte, Romanization, English Translation and Annotations (with scientific interpretation) (édité et traduit par Jethala S. Zaveri et Muni Mahendrakumar), Ladnun (Inde), Jain Vishva Bharati University, 2009 (ISBN 8-189-66712-2)

#### Études
- (en) Johannes Bronkhorst, « Kundakunda versus Sāṃkhya on the Soul », dans Christopher Key Chapple (Ed.), Yoga in Jainism, London - New York, Routeledge, 2016, 272 p. (ISBN 978-1-138-82907-7, lire en ligne), p. 37-47
- (en) Jayandra Soni, « Kundakunda and Umâsvâti on Anekânta-vâda », dans Piotr Balcerowicz (Ed.), Essays In Jaina Philosophy And Religion, Delhi, Motilal Banarsidass Publishers, 2003, 320 p. (ISBN 8-120-81977-2, lire en ligne), p. 25-35